# SkyTran (Eilat)
SkyTran ist ein in Eilat geplantes Nahverkehrssystem, das den internationalen Flughafen von Eilat, Israel, mit dem Stadtzentrum verbinden soll.

## Projekt
Die US-amerikanische Firma SkyTran hat mit der Stadt Eilat ein Memorandum of Understanding mit dem Ziel unterzeichnet, ein gleichnamiges Transportsystem in der Stadt zu errichten. Dies ist die vierte derartige Absichtserklärung, die mit einer Stadt in Israel unterzeichnet wurde.
Im April 2019 wurde auf eine Genehmigung des israelischen Verkehrsministeriums gewartet. Ein Baubeginn im Jahr 2019 wurde angestrebt.

## Hintergrund und weitere geplante Projekte
Im Juni 2014 vereinbarten Unimodal und Israel Aerospace Industries (IAI) den Bau einer 400–500 Meter erhöhten Teststrecke auf dem IAI-Campus in Zentralisrael. Bei Erfolg des Pilotprojektes wird IAI ein kommerzielles skyTran-Netzwerk in den Städten Tel Aviv, Herzlia und Netanya aufbauen.
Weitere Absichtserklärungen wurden unterzeichnet mit
- Eilat über den Bau einer Anlage zwischen dem internationalen Flughafen von Eilat und dem Stadtzentrum,[1]
- Herzlia über eine Machbarkeitsstudie[4] und
- Raʿanana, wo 2019 die Machbarkeitsstudie bereits vorlag und das Projekt von einem regionalen Komitee beurteilt werden soll.[1]

## Technik
SkyTran ist eine Magnetschwebebahn. Sie soll an einer einzigen, in beiden Richtungen befahrenen Schiene verkehren. Eingesetzt werden sollen Zwei- oder Vierpersonen-Kabinen, die fahrerlos und computergesteuert verkehren und unter der Schiene hängen. Die Schiene wird acht bis neun Meter über dem Boden an Masten montiert. Die Technik befindet sich allerdings noch im Entwicklungsstadium und wird frühestens 2021[veraltet] marktreif sein. Die Kosten sollen bei 1/10 für eine entsprechende Straßenbahnstrecke liegen.